# Selachii
Selachii (z gr. selachos – rekin lub ryba chrzęstna) – takson w obrębie Euselachii, obejmujący współcześnie występujące spodouste, powszechnie nazywane rekinami, a także raszple i piłonosy.

## Diagnoza
Cechą diagnostyczną ryb zaliczanych do Neoselachii – taksonu obejmującego wspólnego przodka współczesnych rekinów oraz wszystkich jego potomków – jest obecność na zębach i łuskach przynajmniej jednej warstwy enameloidu – substancji podobnej do szkliwa. U Selachii otwory skrzelowe znajdują się zwykle na bokach ciała. Przednia krawędź płetwy piersiowej nie jest połączona z bokiem głowy. Płetwa odbytowa jest obecna lub nie. Połówki obręczy piersiowej nie są połączone na grzbiecie. Cechy te odróżniają rekiny od płaszczek.

## Nazewnictwo popularne
W dawnym znaczeniu do Selachii zaliczano rekiny i płaszczki. Termin ten został zawężony do rekinów. W literaturze polskiej nazwami Selachii, Selachia, Selachimorpha lub Selachiformes różni autorzy określali, zwykle w randze rzędu: spodouste, rekiny, rekinokształtne lub żarłacze. Stanisław Rutkowicz w 1982 dla synonimu Pleurotremata (Selachii) użył nazwy bokoszpare. 

## Klasyfikacja

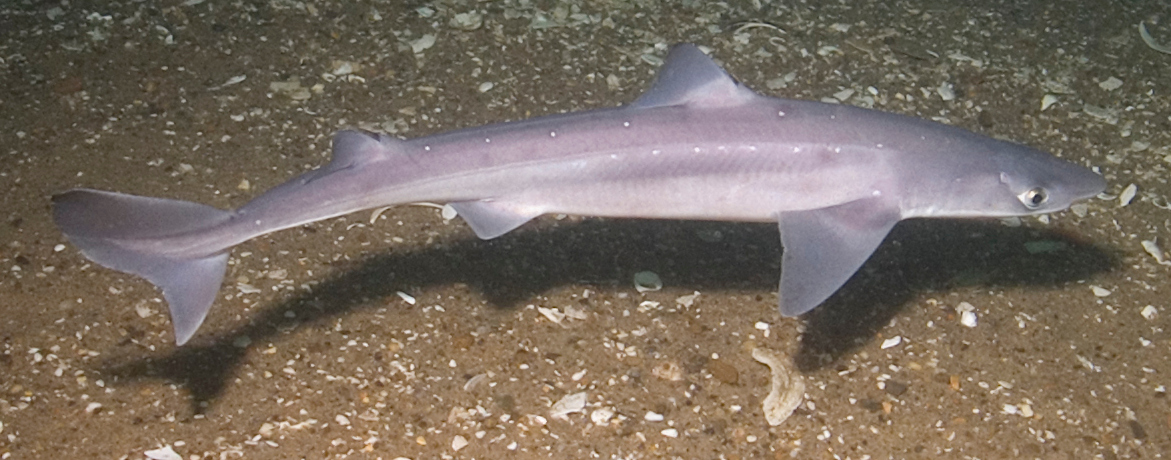
Squalus acanthias

W obrębie Selachii wyróżniane są dwa nadrzędy:
- Galeomorphi – płetwa odbytowa zawsze obecna
- Squalomorphi – u większości brak płetwy odbytowej

Uproszczony diagram charakteryzujący rzędy współczesnych rekinów (j. ang.)